# Frogmore House

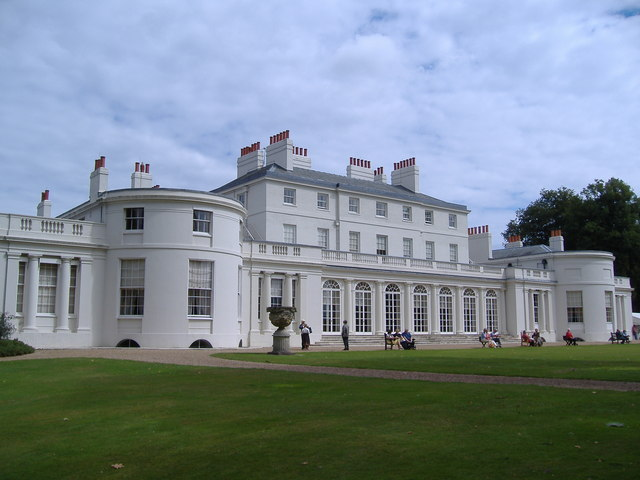
Fachada de Frogmore House, Windsor.

Frogmore House é um palácio rural do século XVII, situado no centro da propriedade de Frogmore, entre belos jardins, cerca de um quilómetro a Sul do Castelo de Windsor, em  Windsor, no condado de Berkshire. É um listed building classificado com o Grau I.

## Primeiros proprietários
A edifício original existente no lugar era uma casa de lavoura conhecida como Gwynn's Farm e mais tarde como Frogmore Farm. Esta foi arrendada pela Coroa à família Gwynn, seguida pelos seus herdeiros, os Aldworths. A actual Frogmore House foi construída entre 1680 e 1684 por Anne Aldworth e o seu marido, Thomas May, um político do partido Tory do Sussex, segundo o desenho do arquitecto de Carlos II, Hugh May, tio de Thomas. Os Aldworths mantiveram-se ali durante alguns anos antes de se mudarem para uma casa anexa, a Little Frogmore (Pequena Frogmore). Frogmore House passou a ser conhecida como Great Frogmore (Grande Frogmore) e esteve na posse de vários proprietários, incluindo George FitzRoy, 1° Duque de Northumberland e Edward Walpole, pai da Duquesa de Gloucester.

## Residentes Reais
Em 1790, a Rainha Charlotte, desejando um refúgio rural para si e para as suas filhas solteiras, comprou a concessão da Little Frogmore. Em 1792, tomou posse da Great Frogmore e o edifício menor foi demolido. James Wyatt foi contratado para ampliar e modernizar Frogmore House. Aquando da sua morte, em 1818, Frogmore House passou para a mais velha das suas filhas solteiras, a Princesa Augusta Sofia do Reino Unido. Depois da morte da Princesa, em 1840, a Rainha Vitória doou-o à sua mãe, Vitória de Saxe-Coburgo-Saalfeld, a Duquesa de Kent. A Duquesa faleceu ali em 1861. 
Entre 1866 e 1873, o palácio serviu de residência à Princesa Helena do Reino Unido, terceira filha da Rainha Vitória, e ao seu marido, o Príncipe Christian de Schleswig-Holstein. Desde então, a família Real usou o palácio de forma intermitente. Em 1900, o futuro Conde Mountbatten de Burma nasceu ali. Entre 1902 e 1910 o futuro Rei Jorge V e a Rainha Maria foram residentes assíduos. A partir de 1925 e até à sua morte, em 1953, a Rainha Maria coleccionou e organizou ali recordações da Família Real, criando uma espécie de museu privado.

## O palácio
Durante a década de 1980, o palácio foi sujeito a extensas obras de restauro, as quais revelaram as pinturas de parede oitocentistas de Louis Laguerre, as quais se encontravam perdidas. Em 1988, esteve planeado que os recém-casados Duques de Iorque se mudassem para Frogmore House, mas estes decidiram o contrário. O edifíco foi aberto ao público em 1990. Este foi aberto ao público nos recentes fins-de-semana Bank Holiday (férias bancárias) em Maio e Agosto, e ainda a grupos turísticos de Agosto ao final de Setembro de cada ano. 
Frogmore House possui 18 quartos e várias salas que mantêm a decoração dos séculos XVIII e XIX. Entre estas encontram-se a sala-de-estar da Duquesa de Kent, a Sala de Mary Moser, a galeria Cruzada e uma sala de refeições desenhada por Wyatt.
Situados no interior dos jardins de 33 acres, os quais se encontram abertos nos mesmos períodos do palácio, ficam o Mausoléu Real (local de sepultura da Rainha Vitória e do Príncipe Alberto) e o Mausoléu da Duquesa de Kent, assim como uma "Ruína Gótica" e a "Casa de Chá da Rainha Vitória".

## Sepultados noCemitério Real de Frogmore
- Alberto de Saxe-Coburgo-Gota
- Vitória de Saxe-Coburgo-Saalfeld
- Christian Friedrich von Stockmar
- Vitória do Reino Unido
- Lorde Leopold Mountbatten
- Helena do Reino Unido
- Luísa, Duquesa de Argyll
- Artur, Duque de Connaught
- Jorge, duque de Kent
- Helena Vitória de Schleswig-Holstein
- Maria Luísa de Schleswig-Holstein
- Alexandre de Teck
- Maria da Jugoslávia (até 2013, quando foi trasladada a Topola)
- Marina, Duquesa de Kent
- Eduardo VIII do Reino Unido
- Guilherme de Gloucester
- Henrique, Duque de Gloucester
- Patrícia Ramsay
- Alice, Condessa de Athlone
- Wallis Simpson
- Henry Abel Smith
- Alice, Duquesa de Gloucester
- Angus Ogilvy